# Ham (London)

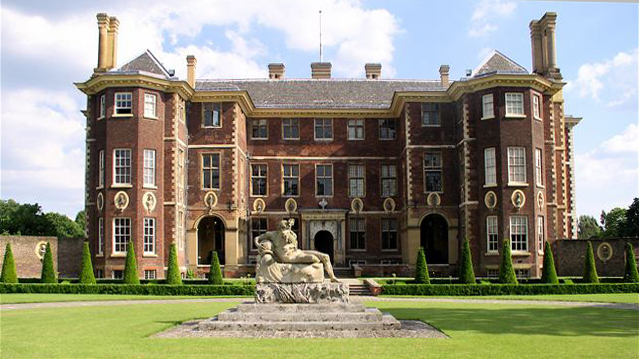
Ham House 2007

Ham ist ein Stadtteil im Londoner Stadtbezirk Richmond upon Thames. Er liegt im Südwesten von London beiderseits der Themse. In Ham befinden sich die Deutsche Schule London sowie das Ham House ebenso wie die Freifläche Ham Common. Die älteste bekannte schriftliche Erwähnung von Ham als separates Dorf stammt aus dem 12. Jahrhundert.
Ham wurde im Ersten Weltkrieg bekannt durch den Bau einer National Aircraft Factory, die mit der Bezeichnung National Aircraft Factory No. 2 im Winter 1917 ihren Betrieb aufnahm. Die Sopwith Aviation Company fertigte in Ham bis 1920 Flugzeuge und Teile. Die Betriebsgebäude in Ham wurden danach vom Unternehmen Leyland Motors erworben.

## Bevölkerung
Im Jahr 2022 hatte Ham 10.829 Einwohner, verteilt auf 4.400 Haushalte.
| Stadtteil | Bevölkerung | Haushalte | Fläche (in ha) |
| --------- | ----------- | --------- | -------------- |
| Ham       | 10.317      | 4.174     | 926            |